# Squadra Speciale Cobra 11
Squadra Speciale Cobra 11 (Alarm für Cobra 11 – Die Autobahnpolizei) è una serie televisiva tedesca, prodotta dal 1995, è stata trasmessa dal 12 marzo 1996 dalla rete televisiva RTL.
La serie è incentrata sulle inchieste di una coppia di commissari appartenenti alla Kripo Autobahn (Polizia autostradale criminale), sezione fittizia della Autobahnpolizei (Polizia autostradale). La serie ha successivamente generato due spin-off, intitolati Squadra Speciale Cobra 11 - Sezione 2 (2003-2005) e Turbo & Tacho (2013), sempre trasmessi da RTL.
Caratteristica peculiare e distintiva della serie è l'enfasi riservata all'azione, che scaturisce dall'ambientazione stradale e autostradale: qui i protagonisti si ritrovano puntualmente ad affrontare situazioni delicate e pericolose, che danno luogo a frequenti inseguimenti in condizioni estreme, acrobazie, incidenti ed esplosioni spettacolari. Tali elementi, sovente irrealistici ma realizzati con una qualità paragonabile a quella cinematografica, insieme all'attenzione per la suspense all'interno della sceneggiatura, hanno reso la serie molto popolare nel paese d'origine, contribuendo successivamente alla sua esportazione e trasmissione in oltre 140 stati; questo ha reso Squadra Speciale Cobra 11 la serie televisiva tedesca più venduta all'estero.
In Italia la serie è trasmessa su Rai 2 dal 7 gennaio 1999. Nel 2022 è stato annunciato il primo film TV della serie, della durata di 90 minuti.

## Trama
La serie narra delle avventure di due ispettori della polizia autostradale tedesca che ogni giorno hanno a che fare con ricattatori, assassini e pirati della strada. La serie è ambientata, inizialmente (dal 1996 al 1998), nel Brandeburgo, a Berlino, e successivamente (a partire dal 1998) nel Nord Reno-Westfalia, tra Colonia, Düsseldorf, Aquisgrana e Neuss e, ovviamente, sulle autostrade che attraversano quel territorio.

## Produzione

### Concezione e creazione
Nel 1995 Hermann Joha, specialista in film d'azione, creò il format di Squadra Speciale Cobra 11 (Alarm für Cobra 11 – Die Autobahnpolizei) in collaborazione con il direttore di RTL, Marc Conrad. «Con "Cobra 11" abbiamo fatto un lavoro eccezionale in Germania e in Europa. Il risultato è paragonabile ai film americani. Spesso, altri hanno cercato e cercano tuttora di copiare "Cobra 11" ma non ci sono mai riusciti», ha detto Conrad. La serie è un "krimi", genere televisivo d'investigazione molto popolare in Germania. Ma ciò che rende speciale Cobra 11 è l'azione, al contrario delle altre serie dello stesso tipo. Quest'ultimo elemento fondamentale viene principalmente applicato sulle autostrade: in tutti gli episodi diversi veicoli vengono letteralmente demoliti. Inoltre, le storie sono un concentrato di eccitamento ed emozione.
Martedì 12 marzo 1996 fu trasmesso il primo episodio della serie, visto da 10 milioni di persone. Mai nella storia della televisione tedesca così tante persone guardarono il primo episodio di una nuova serie. L'episodio si aggiudicò così il Leone d'oro per la migliore serie televisiva dell'anno.

### 1996: I primi episodi
Nell'autunno 1995 iniziarono le riprese della prima stagione di Cobra 11 che era formata da otto episodi, di cui uno a durata doppia. La produzione della serie era nelle mani della compagnia Polyphon, che a sua volta affidò la produzione delle scene d'azione a ActionConcept. Nella prima stagione, il team di Cobra 11 era formato da due detective: Frank Stolte e Ingo Fischer, i tre poliziotti aiutanti erano Marcus Bodmar (Uwe Büschken), Anja Heckendorn (Claudia Balko), Jochen Schulte (Matthias Freihof), mentre il segretario era Thomas "Thommy" Rieder (Günter Schubert). Il ruolo di Ingo Fischer fu impersonato dall'attore Rainer Strecker che decise di lasciare Cobra 11 dopo l'episodio "Addio a un amico", che fu il primo episodio dopo quello a durata doppia. Nell'episodio successivo, il suo posto venne preso da Erdoğan Atalay con il detective Semir Gerkhan. L'attore che impersonava Thomas Rieder lasciò il team di Cobra 11 dopo il nono episodio dando il posto a Sven Riemann, che impersonava Manfred Meier-Hofer.
A partire dal 12 marzo 1996, la prima stagione fu trasmessa dalla televisione tedesca RTL. Il numero dei telespettatori fu altissimo: l'episodio a durata doppia fu visto da circa 10 milioni di persone, mentre gli altri episodi furono visti da circa 7,2 milioni di persone. A causa di questo alto successo, RTL ordinò 22 nuovi episodi a Polyphon. Nell'autunno 1996 iniziarono le riprese della seconda stagione che terminarono un anno dopo. Questi 22 nuovi episodi furono trasmessi durante la primavera 1997 fino alla primavera 1998.

### Una miriade di personaggi
L'attore Johannes Brandrup, che impersonava il ruolo di Frank Stolte lasciò la serie e il posto a Mark Keller, che divenne André Fux. Il capo fu sempre Katharina Lamprecht (Almut Eggert) fino all'episodio 15 poi divenne Anna Engelhardt (Charlotte Schwab) e la sua segretaria prima Regina Christmann (Nina Weniger) poi divenne Andrea Schäfer (Carina Wiese). Il ruolo dei due colleghi fu preso da Horst Herzberger (Dietmar Huhn) al posto di Marcus, mentre Manfred rimase per altri cinque episodi, poi lasciò Cobra 11: il posto fu preso da Dieter Bonrath (Gottfried Vollmer).
Le riprese delle prime due stagioni si svolsero a Berlino e a Brandenburgo. Per le scene d'azione sull'autostrada, si trovò una stupenda location: a sud di Berlino, vicino al villaggio di Dreinlinden, c'era una parte dell'autostrada A115 abbandonata. Questa autostrada fu aperta nel 1940 ma nel 1969 una parte di essa fu chiusa perché era troppo vicina al confine orientale e occidentale di Berlino (meglio conosciuto come "Cortina di ferro"). Questa parte non fu mai demolita e nell'autunno 1995 fu riaperta per le riprese di Cobra 11. Al termine delle riprese della seconda stagione, nel autunno 1997, questo tratto di autostrada fu demolito insieme ai diversi ponti che lo sorreggevano (che si vedono anche nell'episodio "Veleno"). L'area tornò com'era prima, al suo Stato naturale.
Poco più a nord di questa location c'è, lungo la A115, la costruzione utilizzata come quartier generale di Cobra 11. La costruzione è ancora lì ma le riprese non avvengono più in quel luogo. A nord-ovest di Berlino, lungo l'autostrada A111, c'era il ristorante "Stolper Heide" che fece da location per il quartier generale nella seconda stagione. In seguito, comunque, il ristorante fu demolito.

### 1998-1999: Spostamento a ovest
Il numero dei telespettatori era alto e RTL ordinò altri 16 nuovi episodi. La terza stagione era una novità perché, mentre in precedenza ActionConcept si era occupata solo delle scene d'azione, da questa stagione in poi si occupò di tutta la produzione delle scene di Cobra 11. Le location vennero spostate a ovest vicino agli stabilimenti di ActionConcept. Dalla terza stagione gli episodi furono registrati nella Renania Settentrionale-Vestfalia. Quest'area è situata nella Germania occidentale, vicino a Colonia e a Düsseldorf.
Le riprese dei nuovi 16 episodi iniziarono a febbraio 1998 e durarono un anno. Nelle prime settimane del 1999, due episodi furono girati sull'isola di Maiorca. La morte di André, infatti, fu filmata proprio lì. I 16 episodi furono trasmessi nell'autunno 1998 e nella primavera 1999. Nell'ultimo episodio della terza stagione, André morì tragicamente. André però riapparirà nel primo episodio della stagione 18.

### 1999-2003: Semir Gerkhan e Tom Kranich
Le riprese della quarta stagione iniziarono nella primavera 1999 e durarono fino all'inverno 2000. Ci furono 15 nuovi episodi preceduti da un episodio a durata doppia in cui René Steinke fece la sua prima comparsa come Tom Kranich. Semir Gerkhan e Tom Kranich, stettero insieme per cinque anni. L'episodio "Scacco matto" fu scritto quasi interamente da Erdoğan Atalay. L'episodio a durata doppia fu trasmesso in Germania il 16 dicembre 1999, i primi dieci episodi successivi furono trasmessi nei primi tre mesi del 2000, mentre i restanti cinque furono mandati in onda a novembre e dicembre 2000 da RTL.
Nella autunno del 2000 iniziarono le riprese di altri 16 nuovi episodi, preceduti da un episodio a durata doppia (che formarono insieme la quinta stagione). Questa stagione fu trasmessa tra la primavera 2001 e la primavera 2002.
Nella primavera 2002 ebbero luogo le ultime riprese della sesta stagione di Cobra 11 che era di nuovo formata da un episodio a durata doppia introduttivo e 16 episodi. I primi episodi furono trasmessi nel autunno 2002, mentre gli ultimi nella primavera 2003. Nell'ultimo episodio di questa stagione René Steinke lasciò Cobra 11.

### 2003-2005: Squadra Speciale Cobra 11 - Sezione 2: lo spin-off
Per il continuo successo di Cobra 11, RTL creò uno spin-off. Venne l'idea di far entrare due nuovi colleghi impersonati da Julia Stinshoff e Hendrik Duryn, che interpretavano i detective Susanna von Landitz e Frank Traber, dopo che Semir e Tom si sono feriti. Questa nuova coppia fu la protagonista di "Squadra Speciale Cobra 11 - Sezione 2". In questa serie il capo Anna Engelhardt, la segretaria Andrea Schäfer e i colleghi Bonrath e Herzberger giocarono un ruolo importante come nella 'serie madre' di Cobra 11. Anche questa serie, come le precedenti, fu prodotta da ActionConcept.
Nell'estate 2003 iniziarono le riprese della prima stagione di "Squadra Speciale Cobra 11 - Sezione 2". La stagione era formata da un episodio a durata doppia e da quattro episodi e fu trasmessa in Germania nel 2005; in Italia a luglio e ad agosto del 2005. RTL fu così sorpresa del numero di telespettatori (circa 5,5 milioni ogni episodio) che decise di ordinare altri episodi. Altri sei episodi furono girati nell'estate e nell'autunno 2003 e furono trasmessi nell'autunno del 2005 in Germania; ad agosto del 2006 in Italia. La serie, poi, ebbe una "morte" silenziosa.

### 2003-2004: arriva Jan Richter
Nell'aprile 2003 iniziarono le riprese della stagione settima, formata da un episodio a durata doppia e 12 episodi. Nell'episodio a durata doppia, l'attore Christian Oliver fece la sua prima comparsa in Cobra 11 con il nome di Jan Richter. L'episodio a durata doppia "Il battesimo del fuoco" e gli altri episodi furono trasmessi in Germania nell'autunno 2004 e nella primavera 2005; in Italia nella primavera 2005. Si festeggiò, quando fu trasmesso l'episodio "Il retroscena": il 103º episodio di Cobra 11.
Nell'estate 2004 terminarono le riprese dell'ottava stagione di Cobra 11. Anche questa stagione iniziava con un episodio a durata doppia seguito da 14 episodi. Nell'episodio "Un felice risveglio", Semir e Andrea si sposarono. L'intera stagione fu mandata in onda nel 2004 da RTL (nel 2005 da Rai 2) ed iniziò con una nuova faccia nel team di Cobra 11: Hartmut Freund (Niels Kurvin), l'esperto del dipartimento tecnico. L'ultimo episodio di questa stagione, fu l'ultimo anche per Christian Oliver che ritornò in America per girare altri film a Hollywood.

### 2005-2007: il ritorno di Tom Kranich
Le riprese della nona stagione iniziarono nel autunno 2004. In questa stagione, ritornò René Steinke. Nel 2005 furono trasmessi 13 dei 16 episodi, mentre i restanti tre episodi furono trasmessi nella primavera 2006. In Italia furono trasmessi 12 episodi a dicembre gennaio 2005-2006, mentre i restanti quattro episodi furono trasmessi a giugno 2007. Nello stesso periodo furono trasmessi anche i primi quattro episodi della stagione decima. Nel terzo episodio, Carina Wiese (Andrea Schäfer) abbandonò la serie per accudire la figlia Aida avuta con Semir. Al suo posto, venne Martina Hill che impersonò Petra Schubert.
La stagione decima fu girata tra l'autunno 2005 e l'estate 2006. La stagione era formata da 16 episodi; quattro erano già stati trasmessi nella primavera 2006, i restanti 12 furono trasmessi da RTL nell'autunno 2006. In Italia tutti gli episodi furono trasmessi nell'estate 2007.

### 2007-2008: l'arrivo di Chris Ritter
A Settembre 2006 iniziarono le riprese dell'undicesima stagione. Questa nuova stagione era formata da un episodio a durata doppia "Vita o morte" in cui René Steinke (Tom Kranich) lasciò Cobra 11 per la seconda volta e Gedeon Burkhard fece la sua prima comparsa come Chris Ritter. Gedeon era una vecchia conoscenza nel mondo della televisione tedesca: per diversi anni impersonò il ruolo di Alex Brandtner, il capo del Commissario Rex nell'omonima serie TV. In questo episodio a durata doppia, anche Martina Hill lasciò la serie perché era innamorata di Tom, che perse la vita. Al suo posto, arrivò Susanne König, impersonata da Daniela Wutte. L'episodio a durata doppia iniziale e i 10 episodi furono trasmessi in Germania nella primavera e nell'autunno 2007. In Italia, l'episodio a durata doppia fu trasmesso a settembre 2007, mentre gli episodi successivi furono trasmessi nell'estate 2008 e, successivamente, replicati nell'estate 2009.
La dodicesima stagione fu girata a partire dal 2007. Questa stagione era formata da un episodio a durata doppia e 10 episodi successivi, come la precedente. Nell'episodio a durata doppia "Unità di crisi", si realizzò la più grande esplosione mai realizzata in Cobra 11. Un gasdotto che passava sotto l'autostrada venne distrutto da alcuni terroristi con 16 grandi esplosioni consecutive. A causa dell'enorme massa d'aria calda sollevata dall'esplosione, diverse auto volarono letteralmente in aria. La dodicesima stagione venne trasmessa in Germania nell'autunno 2007 e nella primavera 2008, in Italia nell'estate 2009. Nell'ultimo episodio, "Tania", il detective Chris Ritter venne ucciso dal boss di trafficanti di droga, Sander Kalvus (Huub Stapel); così, dopo due anni anche Gedeon Burkhard scomparve dal team di Cobra 11 ed Erdoğan Atalay, che era rimasto ancora fedele al ruolo di Semir Gerkhan, si dovette preparare all'arrivo di un nuovo collega.

### 2008-2009: due nuovi volti
Nel 2008 due nuovi volti fecero la comparsa in Cobra 11. Il primo fu il nuovo collega di Semir, Ben Jäger, impersonato dall'attore Tom Beck. Ben iniziò a lavorare nella polizia nell'LKA (polizia criminale) e si ritrovò nella polizia autostradale solo per incastrare Sander Kalvus, l'assassino di Chris. Inizialmente Semir e Ben non vanno d'accordo. Il secondo fu il nuovo capo Kim Krüger, impersonata dall'attrice Katja Woywood. In un episodio della tredicesima stagione, il capo Engelhardt si ritira dopo una lunga permanenza al comando, quando un caso le fa capire di non potersi fidare neppure di un suo caro amico e collega, Meyer. Al suo arrivo Kim viene informata del modo di lavorare di Ben e Semir e cerca subito di cambiarlo, con pessimi risultati. La tredicesima stagione è formata da un episodio a durata doppia e 14 episodi trasmessi nell'autunno 2008 e nella primavera 2009 in Germania, nell'estate 2010 in Italia. Allo stesso modo, un anno dopo, viene trasmessa la quattordicesima stagione. Nell'autunno 2009 venne anche trasmesso il 200º episodio di Cobra 11 in Germania: un episodio a durata doppia intitolato "Pandora" in cui Semir viene a conoscenza di dover diventare papà per la seconda volta. Ma la felicità sparisce subito quando sia lui che Ben vengono infettati da un virus mortale, Pandora, sperimentato dal giapponese Kenzo Toshiro. Gli episodi rimanenti della quattordicesima stagione sono stati trasmessi nella primavera 2010. A gennaio 2010 sono iniziate le riprese della quindicesima stagione, che ugualmente è iniziata con un episodio a durata doppia.

### 2012: nuovi personaggi
La venticinquenne Jenny Dorn, impersonata dall'attrice Katrin Heß ottiene un ruolo principale nella serie apparendo per la prima volta nell'episodio della quindicesima stagione intitolato "Doping". Per quanto riguarda Horst Herzberger, impersonato dall'attore Dietmar Huhn, il suo personaggio viene fatto morire nel primo episodio della sedicesima stagione dal titolo "La formula". Infatti in questo episodio rimane ucciso in una violenta sparatoria che oppone la polizia ad una banda di pericolosi criminali guidati dal turco Seytan. Jenny dopo la morte di Horst diventa la nuova collega di Dieter Bonrath. Dall'episodio "La sbornia" (stagione 17) nasce una storia d'amore tra Jenny e Hartmut.

### 2013-2015: arriva Alex Brandt
Ben Jäger esce di scena a metà della stagione 18, dando le dimissioni. Nel 1º episodio di questa stagione riappare Mark Keller nei panni di André Fux. André era stato dato per morto alla fine della terza stagione. Come lui stesso spiega, a Maiorca un pescatore lo aveva trovato e tratto in salvo. Poi però non aveva dato più notizie di sé per potersi rifare una vita. Egli poi è stato assunto dalla polizia criminale per lavorare come agente sotto copertura; sposa anche una donna, Maria, dalla quale avrà una figlia, Liliana. Maria e Liliana però moriranno per una bomba che era in realtà destinata a lui: André esce da questa storia completamente pazzo ed assetato di vendetta, tanto che ingannerà Semir ed il suo nuovo collega Ben Jäger per trovare gli assassini della sua famiglia. Nell'episodio Resurrezione infatti André salva la vita a Semir non appena scopre che dei criminali con cui collabora vogliono rapirlo per estorcergli delle informazioni, ma così facendo brucia la sua copertura. Dunque André collabora con il suo vecchio collega: egli però fa una soffiata ai suoi amici delinquenti in seguito alla quale viene uccisa una donna, e convince Semir che l'ha fatto perché la sua famiglia è stata rapita. Semir dunque si offre di scappare con lui per aiutarlo, ma quando scopre che la sua famiglia è morta, capisce di essere stato ingannato ed usato solo per aiutarlo a trovare i responsabili della morte dei suoi cari, i cui nomi gli sarebbero stati dati dal malvivente con cui collaborava. André prova addirittura ad uccidere Semir, fortunatamente senza successo. Quando ottiene quello che voleva, scappa inseguito dal suo vecchio collega. Semir balza sul tetto della sua auto, e i due hanno un incidente: l'unica cosa che salva André da una caduta nel vuoto è la salda presa di Semir. André allora consegna al vecchio collega una chiavetta USB con i nomi degli assassini di sua figlia e sua moglie, poi si lascia cadere nel vuoto e non si sa se sia sopravvissuto o meno. In questo episodio inoltre, Andrea e Semir si lasciano.
In "Il Grande Ritorno" (episodio 4 della stagione 18) appare Nina, impersonata da Anna Julia Kapfelsperger, e nel corso della stagione i due si fidanzano. Nell'ultimo episodio della prima parte della stagione 18 Ben è costretto a sparare a Nina per salvare la vita a Semir. Fortunatamente Nina non muore, ma Ben decide di lasciare la polizia per il forte shock subito.
Alexander, interpretato da Vinzenz Kiefer è il settimo collega di Semir dalla diciottesima stagione. Vinzenz Kiefer, prima di interpretare Alexander, aveva già interpretato Dennis Kortmann nell'episodio "Il coraggio di Andrea". Inoltre sua sorella (Dorkas Kiefer), nell'episodio "Delitti d'onore" aveva interpretato Rebecca Herforth.
Nell’episodio “Il professionista” (stagione 19) Dieter Bonrath rimarrà ucciso in un attentato destinato a lui e alla collega Jenny Dorn.

### 2015-2018: l'arrivo di Paul Renner
Il 3 agosto 2015 viene annunciato che l'attore Vinzenz Kiefer lascerà la serie e che ora RTL è in cerca di un nuovo partner per Erdogan Atalay.
Il 18 agosto 2015 viene annunciato che il nuovo partner di Erdogan Atalay sarà Daniel Roesner, che interpreterà nella serie il ruolo di Paul Renner. L'attore era già apparso in Cobra 11 interpretando Tacho negli episodi di "Turbo e Tacho" (stagione 15) e "Due superpoliziotti" (stagione 16).
Per i 20 anni di Cobra 11 e il 300º episodio ci sono due ritorni e sono quello dell'ex capo di Cobra, Anna Engelhardt (Charlotte Schwab) e del primo collega di Semir, Frank Stolte (Johannes Brandrup). Anche Dana Gerkhan (Gizem Emre), tornerà nella serie regolarmente nell’episodio “Oltre la legge” (stagione 19), dopo la precedente apparizione in “La formula” (stagione 16), mentre il posto di Dieter Bonrath verrà preso dal giovane Finn Bartels (Lion Wasczick), a partire dalla 21ª stagione.

### 2019-2022: nuovi cambiamenti
Durante la primavera 2019 Daniel Roesner ha annunciato la sua uscita di scena da Cobra 11, avvenuta l'autunno seguente.
La stagione 24 ha segnato la fine di un'era: dopo Daniel Roesner (Paul Renner), hanno lasciato la serie anche Daniela Wutte (Susanne König), Katrin Heß (Jenny Dorn), Lion Wasczyk (Finn Bartels), e Katya Woywood (il cui personaggio, Kim Krüger, è morto nell’episodio “Il questore”).
Nell'episodio "Buon compleanno" della stessa stagione c'è inoltre il ritorno di Ben Jäger (Tom Beck), in occasione del 50º compleanno di Semir.
Il 25 settembre 2019, RTL annunciò la prima donna partner di Semir: Pia Stutzenstein, che interpreta il ruolo di Vicky Reisinger a partire da agosto 2020. Sono entrati nel cast anche Patrick Kalupa nei panni di Roman Kramer, il nuovo commissario, Christopher Patten in quelli di Marc Schaffrath e Nicolas Wolf in quelli di Max Tauber.
Nel 2022 è stata ufficialmente smentita l'interruzione della serie, che è proseguita con tre film TV della durata di 90 minuti, in onda su RTL+ a partire dal 20 ottobre 2022.

## Trasmissione
Squadra Speciale Cobra 11 viene trasmesso da RTL Television in Germania e in molti altri paesi, tra cui: Grecia (da Alpha Tv), Portogallo, Brasile (da Rede Bandeirantes), Ungheria (da RTL Klub), Italia (da Rai 2 e in replica da AXN, 7 Gold, Telenorba e Rai 4), Spagna (da Cuatro e da AXN), Slovacchia (da Markíza), Austria (da ORF 1), Belgio, Repubblica Ceca (da TV Nova), Svizzera (da RTS Un e da RSI LA1), Paesi Bassi, Moldavia, Lettonia, Lituania, Estonia (da Viasat 3), Polonia (da TVN 7), Croazia (dalla consorella RTL Televizija), Serbia, Francia (da TF1), Bulgaria, Messico, Iran, Turchia, India, Cina e Svezia.

## Regia
Tutte le riprese si svolgono nell'enorme campus di 25.000 metri quadrati a Hürth, vicino a Colonia, sede della compagnia ActionConcept, una società di stuntman di fama mondiale diretta da Hermann Joha. La realizzazione delle scene d'azione costa mediamente 750.000 euro per ogni episodio e l'ActionConcept si occupa dell'intera produzione di queste scene: dalla preparazione della performance degli stuntman, alla ripresa delle scene e alla loro modifica al computer. Prima di iniziare la ripresa delle scene, si decide come e cosa devono fare gli stuntman e si prepara una storyboard disegnando la scena, come in un fumetto. In seguito, ActionConcept prepara le auto che verranno utilizzate; di solito, si tratta di auto da rottamare che ActionConcept "ripara" nelle sue officine per renderle funzionanti quel tanto che basta per quella scena d'azione. Si passa poi alla "pratica": ci si reca sulle autostrade (le riprese avvengono nei weekend, quando vengono chiuse temporaneamente) e si portano le auto e le macchine da ripresa. Per girare una scena d'azione, spesso vengono utilizzate anche 16 videocamere, macchina da presa o steadycam poste in angolazioni diverse, alcune delle quali posizionate all'interno di speciali “crashbox”, contenitori capaci di resistere anche all'urto di un camion. Vengono quindi filmate le spettacolari performance degli stuntman e, quando tutto è stato registrato, le scene si portano negli studi di montaggio, dove nasce l'episodio vero e proprio. Le registrazioni vengono prima digitalizzate e trasferite su degli speciali hard disk, per poi essere modificate al computer: si rimuovono, ad esempio, gli strumenti e i mezzi utilizzati per realizzare le scene (corde, catene, cavi, elicotteri, rampe, eccetera), si mettono in ordine le scene, si integrano con il resto delle scene (non di azione) registrate in precedenza e si uniscono le immagini al suono. Infine, si aggiungono la sigla iniziale e finale, il titolo dell'episodio e i riconoscimenti. In totale, per girare un episodio di Squadra Speciale Cobra 11 occorrono 2-3 settimane. Quello che richiede maggiore tempo è la ripresa delle scene d'azione; basti pensare che per girare una scena di 2,5 minuti d'azione occorre un giorno intero.

## Personaggi e interpreti attuali
Nota: gli episodi sono numerati secondo l'ordine di messa in onda tedesca.

### Principali
- Semir Gerkhan (episodi 3-in corso), interpretato da Erdoğan Atalay, doppiato da Alessio Cigliano:
Dopo l'uccisione di Ingo Fischer, Semir diventa il nuovo collega di Frank Stolte. È l'unico commissario presente sin dagli inizi, protagonista e punto di riferimento indiscusso della serie. Semir è sempre positivo e non perde mai la calma; persino osservazioni circa la sua origine turca non lo turbano. Dopo la morte di suo padre ha assunto il ruolo di capofamiglia e si prende cura della madre. È premuroso, diplomatico e astuto sul lavoro, e pensa prima di agire, calmando anche i colleghi più scalmanati. Nella seconda stagione ha una relazione con Andrea Schäfer, nuova segretaria del distretto, che si conclude con la terza stagione. Successivamente i due hanno una specie di tira e molla che si risolve durante la sesta stagione quando entrambi decidono di provare seriamente a rimanere insieme (Corruzione); due anni più tardi si sposano (Un felice risveglio). Dal matrimonio nascono Ayda (Ricordi del passato) e Lily (Lieto evento). Nonostante sia spesso messo a dura prova, a causa dei rischi del mestiere o del proprio passato (nell'episodio La Formula scopre di avere una terza figlia, concepita durante una pausa della relazione prima del matrimonio), il rapporto con la moglie rimane saldo, fino all'episodio Resurrezione, dove Semir scopre che la moglie ha un amante: la questione porta la coppia alla separazione (il divorzio viene firmato nell'episodio Un regalo sbagliato), e le figlie vengono affidate ad Andrea. Tuttavia, grazie anche ad Alexander Brandt, i due ricominciano a frequentarsi nella diciannovesima stagione. Nell'episodio L'ultima notte una serie di eventi emozionanti li fa riscoprire profondamente innamorati l'uno dell'altro: Andrea rischierà anche di morire poiché gravemente ferita, ma non appena si risveglia conferma di voler stare con Semir. Il migliore amico e collega di Semir è Ben, il loro rapporto supera le ore lavorative, quando Ben si dimette Semir passa un periodo infernale tanto da non volere un altro collega per non rimpiazzarlo.
- Vicky Reisinger (episodio 364-in corso), interpretata da Pia Stutzenstein, doppiata da Valentina Favazza: è la nuova collega di Semir a partire dall’episodio La nuova squadra.
- Roman Kramer (episodio 364-381), interpretato da Patrick Kalupa, doppiato da Simone D'Andrea: è il nuovo capo del distretto a partire dall’episodio La nuova squadra. È in sedia a rotelle dopo un incidente durante un'azione. Lascia l'incarico nella ventisettesima stagione venendo sostituito da Max.
- Dana Gerkhan (episodi 224, 274-in corso) interpretata da Tesha Moon Krieg (da bambina), e Gizem Emre, doppiata da Gaia Bolognesi: Dana è la figlia illegittima di Semir avuta anni prima da Nazan Wegner quando Semir e Andrea avevano interrotto la loro relazione e Semir lo scopre solo nel primo episodio della sedicesima stagione (La formula). Dana riapparirà da adolescente nell'episodio della stagione 19 Oltre la legge, nel quale viene rapita da dei trafficanti. Nello stesso episodio perderà sua madre biologica e il suo patrigno ed essendo Semir il padre naturale andrà a vivere con la sua famiglia. In seguito Dana si vedrà in vari episodi delle stagioni successive. Dana all'inizio appare molto testarda e non si riesce ad ambientare nella famiglia di suo padre ma con il tempo riesce finalmente ad addolcirsi e a cominciare a sentirsi un membro della famiglia. Dopo aver deciso di entrare in polizia, inizia a lavorare nel distretto Cobra a partire dalla 24ª stagione. Inizia successivamente una relazione con Max Tauber dal quale ha un figlio.
- Max Tauber (episodio 364-in corso), interpretato da Nicolas Wolf, doppiato da Ezzedine Ben Nekissa: inizialmente collega di Vicky (episodio a La nuova squadra) viene sospeso a causa di un’azione poco professionale e poi riammesso come partner di Dana.

## Episodi
Gli episodi inediti sono attualmente trasmessi in prima serata su Rai 2 durante il periodo estivo, mentre le repliche vengono trasmesse per buona parte dell'anno su Rai 2 (in fascia preserale o pomeridiana, con relativa divisione in due parti degli episodi a durata doppia) e da AXN, 7 Gold e Telenorba. La messa in onda italiana è attualmente arrivata al primo episodio della ventisettesima stagione (corrispondente alla stagione 50 di RTL). Dal 18 settembre 2013 gli episodi sono trasmessi anche su Rai 2 HD.
Particolarità della serie è che l'ordine di produzione e di vendita estera degli episodi (con la divisione in stagioni utilizzata da Rai 2 durante la messa in onda italiana) per lungo tempo non è coincisa con l'ordine di messa in onda da parte di RTL, che inoltre considera come stagioni distinte i diversi periodi di trasmissione tedesca (attualmente 50), comprendenti a volte episodi prodotti in stagioni diverse. In Italia, la serie è stata invece trasmessa seguendo dapprima l'ordine di produzione (stagioni 1-12), poi quello di messa in onda tedesca (stabilmente, dalla stagione 13, salvo eccezioni particolari); perciò gli episodi sono stati trasmessi sino al 2009 in ordine di produzione e dal 2010 in ordine di trasmissione originale. Caso particolare è quello delle stagioni 11 e 12, trasmesse in Italia dal 2007 al 2009 seguendo in primo luogo l'ordine di trasmissione tedesca, ma mandando in onda dapprima tutti gli episodi della stagione 11 e, successivamente, quelli della stagione 12 (dal momento che RTL aveva mandato in onda gli episodi di queste due stagioni in tre diversi periodi, componendo una "sua" stagione, la numero 22, con episodi appartenenti ad entrambe).
(*): dalla ventiseiesima stagione tutti gli episodi sono a durata doppia (90 minuti).
| Stagione                  | Stagione RTL | Episodi | Prima TV originale | Prima TV Italia |
| ------------------------- | ------------ | ------- | ------------------ | --------------- |
| Prima stagione            | 1            | 9       | 1996               | 1999            |
| Seconda stagione          | 2-3-4        | 22      | 1997-1998          | 1999-2001       |
| Terza stagione            | 5-6          | 16      | 1998-1999          | 2001            |
| Quarta stagione           | 7-8          | 16      | 1999-2000          | 2002            |
| Quinta stagione           | 9-10-11      | 17      | 2001-2002          | 2002            |
| Sesta stagione            | 11-12-13     | 17      | 2002-2003          | 2003            |
| Settima stagione          | 14-15        | 13      | 2003-2004          | 2004            |
| Ottava stagione           | 15-16        | 15      | 2004               | 2005            |
| Nona stagione             | 17-18-19     | 16      | 2005-2006          | 2005-2007       |
| Decima stagione           | 19-20        | 16      | 2006               | 2007            |
| Undicesima stagione       | 21-22        | 11      | 2007               | 2007-2008       |
| Dodicesima stagione       | 22-23        | 11      | 2007-2008          | 2009            |
| Tredicesima stagione      | 24-25        | 15      | 2008-2009          | 2010            |
| Quattordicesima stagione  | 26-27        | 15      | 2009-2010          | 2010-2011       |
| Quindicesima stagione     | 28-29        | 14      | 2010-2011          | 2011-2012       |
| Sedicesima stagione       | 30-31        | 15      | 2011-2012          | 2012-2013       |
| Diciassettesima stagione  | 32-33        | 15      | 2012-2013          | 2013-2014       |
| Diciottesima stagione     | 34-35        | 14      | 2013-2014          | 2014-2015       |
| Diciannovesima stagione   | 36-37        | 15      | 2014-2015          | 2015-2016       |
| Ventesima stagione        | 38-39        | 16      | 2015-2016          | 2016-2017       |
| Ventunesima stagione      | 40-41        | 19      | 2016-2017          | 2017-2018       |
| Ventiduesima stagione     | 42-43        | 19      | 2017-2018          | 2018-2019       |
| Ventitreesima stagione    | 44-45        | 18      | 2018-2019          | 2019-2020       |
| Ventiquattresima stagione | 46           | 10      | 2019               | 2020            |
| Venticinquesima stagione  | 47-48        | 14      | 2020-2021          | 2021            |
| Ventiseiesima stagione    | 49           | 3       | 2022               | 2023            |
| Ventisettesima stagione   | 50           | 3       | 2025               | 2024            |
| Ventottesima stagione     | 51           | 3       | 2025-2026          | 2025            |

## Spin-off
Nel 2003, la serie ha avuto lo spin-off intitolato Squadra Speciale Cobra 11 - Sezione 2, sempre trasmesso da RTL e costituito da due stagioni con 11 episodi.
Nel 2013, la serie ha avuto un altro spin-off intitolato Turbo & Tacho, sempre trasmesso da RTL il 7 febbraio 2013.

## Sigla
Dall’episodio 1 al 47 la voce introduttiva recita:
“Il loro distretto è l'autostrada. I loro nemici: ricattatori, assassini, pirati della strada. La notte non esiste per gli uomini di Cobra 11.”
Durante la stagione 3 i canali italiani AXN e 7 Gold hanno proposto una sigla leggermente diversa:
“Il loro distretto è l'autostrada. I loro nemici: ricattatori, assassini, pirati della strada. La notte non esiste per gli uomini di Cobra 11. Il loro lavoro è la nostra sicurezza.”
Dall’episodio 48 al 291 la voce introduttiva, diversa rispetto alla precedente, recita:
“Il loro distretto è l'autostrada. I loro nemici: ricattatori, assassini, pirati della strada. La notte non esiste per gli uomini di Cobra 11. La nostra sicurezza è il loro mestiere.”
A partire dall’episodio 292 al 337, la voce cambia nuovamente:
“Il loro distretto è l'autostrada. I loro nemici sono rapidi e pericolosi. I crimini che combattono, efferati. Il rischio è il pane quotidiano per la squadra speciale Cobra 11.”
Dall’episodio 338 al 363 ritorna il doppiatore della seconda versione:
“Il loro distretto è l'autostrada. I loro nemici sono rapidi e pericolosi. I crimini che combattono, efferati. Il rischio è vita quotidiana per la squadra speciale Cobra 11.”
A partire dall’episodio 364 La nuova squadra (stagione 25) non è più presente un'introduzione.
La sigla è stata composta prima da Reinhard Scheuregger e poi riarrangiata da Kay Skerra.

## Giochi
Lista di tutti i videogiochi ispirati a Squadra Speciale Cobra 11:
1. Alarm für Cobra 11 Das Spiel zur RTL-Erfolgsserie, pubblicato il 9 novembre 2000, per Windows, prodotto da THQ Entertainment.
2. Remake di Alarm für Cobra 11 Das Spiel zur RTL-Erfolgsserie, pubblicato il 1º novembre 2001, per Windows, prodotto da Ak Tronic.
3. RTL Alarm für Cobra 11 – Teil 2, pubblicato il 25 novembre 2003, per Windows e PlayStation 2, prodotto da THQ Entertainment.
4. RTL Alarm für Cobra 11 – Vol. 2, pubblicato il 26 novembre 2004, per Windows e PlayStation 2, prima edizione prodotta da Rondomedia GmbH e seconda edizione prodotta da NBG EDV Handels e Verlags GmbH.
5. Alarm für Cobra 11 – Vol. 3, pubblicato il 22 novembre 2005, per Windows, prodotto da Exozet Games.
6. Alarm für Cobra 11 – Nitro, pubblicato il 2 novembre 2006, per Windows, prodotto da Synetic.
7. Alarm für Cobra 11: Crash Time, pubblicato il 2 novembre 2007, per Windows e Xbox 360, prodotto da Synetic.
8. Alarm für Cobra 11 – Burning Wheels, pubblicato il 27 novembre 2008, per Windows e Xbox 360, prodotto da Synetic.
9. Alarm für Cobra 11 – Highway Nights, pubblicato il 19 novembre 2009, per Windows e Xbox 360, prodotto da Synetic. La versione per Nintendo DS è stata prodotta da RTL.
10. Alarm für Cobra 11 – The Syndicate, pubblicato il 26 novembre 2010, per Xbox 360 e il 10 dicembre 2010 per Windows, prodotto da Synetic e Dtp entertainment.
11. Alarm für Cobra 11 – Undercover, pubblicato il 24 agosto 2012, per Xbox 360, per Windows e PlayStation 3, prodotto da Synetic.
12. Alarm für Cobra 11 – Box, pubblicato il 20 settembre 2012, solo per Windows e comprende: Alarm für Cobra 11 – Crash Time, Alarm für Cobra 11 – Burning Wheels e Alarm für Cobra 11 – Highway Nights, prodotto da Synetic.